# Maria Luiza Ribeiro Viotti

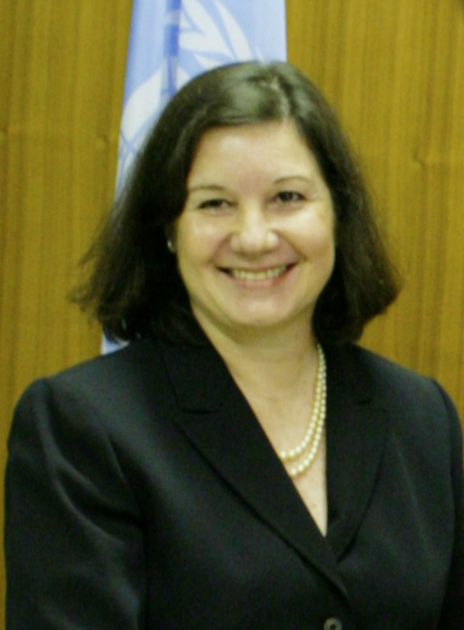
Maria Luiza Viotti (2009)

Maria Luiza Ribeiro Viotti (geb. am 27. März 1954 in Belo Horizonte) ist eine brasilianische Diplomatin und war von 2016 bis 2021 Kabinettschefin von UN-Generalsekretär António Guterres.

## Karriere
Viotti studierte Wirtschaftswissenschaften an der Universidade de Brasília; sie erhielt 1979 den B.A. und schloss ihr Postgraduiertenstudium 1981 ab. Im Anschluss besuchte sie das Rio-Branco-Institut, die brasilianische Akademie zur Ausbildung von Diplomaten.
Parallel zu ihrem Studium war sie ab 1976  beim brasilianischen Außenministerium angestellt. Sie übernahm dort in der Folge die verschiedensten Positionen z. B. als Generaldirektorin für die Abteilung Internationale Organisationen und die Abteilung Menschenrechte und Soziale Fragen, als Generalsekretärin für die Südamerikaabteilung und auch als Exekutiv-Koordinatorin im Kabinett des Außenministers.
Von 1985 bis 1989 war sie First Secretary der brasilianischen Mission bei den Vereinten Nationen und eignete sich in dieser Zeit großes Spezialwissen über das UN-System an.
Viotti arbeitete von 1993 bis 1995 als Beraterin an der brasilianischen Botschaft in der bolivianischen Hauptstadt La Paz.
1999 kehrte sie in die brasilianische Botschaft bei den Vereinten Nationen als Ministerberaterin zurück. Sie war stellvertretende Präsidentin des Weltgipfels für nachhaltige Entwicklung 2002 in Johannesburg und leitete die brasilianische Delegation bei der Vorbereitung für die International Conference on Financing for Development 2002 im mexikanischen Monterrey.
Im Januar 2005 übernahm Viotti den Posten des Chargé d'affaires der brasilianischen UN-Mission, sie wurde am 5. Januar 2005 von Präsident Luiz Inácio Lula da Silva zur Ständigen Vertreterin Brasiliens bei den Vereinten Nationen ernannt. Ihre Akkreditierung bei UN-Generalsekretär Ban Ki-moon erfolgte am 25. Juli 2007. Viotti war im Februar 2011 turnusgemäß Präsidentin des UN-Sicherheitsrats. Am 16. Januar 2013 wurde sie durch Luiz Alberto Figueiredo als Ständige Vertreterin abgelöst und wurde Botschafterin ihres Landes in Deutschland. Sie hatte dieses Amt bis 2016 inne.
Ab 2016 war Viotti im brasilianischen Außenministerium für Asien und den Pazifikraum zuständig, damit auch insbesondere für die Zusammenarbeit im Rahmen der BRICS-Staaten.
Ende des Jahres 2015 war Maria Luiza Viotti von Brasilien als künftige Kandidatin für den Posten des UN-Generalsekretärs vorgeschlagen worden. Man betonte ihre in Jahrzehnten entwickelte gute Vernetzung im System der UN, ihre wichtige Rolle für die Stabilität und Abstimmung der verschiedenen politischen Kräfte im Afghanistan-Konflikt und ihre langjährige Arbeit für Fortschritte in den Bereichen Menschenrechte und Entwicklung in den ärmsten Ländern. Im Oktober 2016 entschied sich der UN-Sicherheitsrat einstimmig für den portugiesischen Kandidaten António Guterres. Dieser berief Maria Luiza Viotti im Dezember 2016 zu seiner Kabinettchefin. Im Dezember 2021 wurde sie durch den jamaikanischen Diplomaten Earle Courtenay Rattray als Kabinettschef von António Guterres abgelöst.

## Privatleben
Sie ist verheiratet mit Eduardo Baumgratz Viotti und hat einen Sohn.

## Auszeichnungen
Im Jahr 2000 wurde sie mit der Stufe Großoffizier des Rio-Branco-Ordens ausgezeichnet.

## Quellnachweise
1. ↑   https://www.un.org/press/en/2007/bio3894.doc.htm abgerufen am 21. Juli 2019
2. ↑   https://www.un.org/press/en/2007/bio3894.doc.htm abgerufen am 21. Juli 2019
3. ↑   https://www.un.org/press/en/2007/bio3894.doc.htm abgerufen am 21. Juli 2019
4. ↑   https://www.un.org/press/en/2007/bio3894.doc.htm abgerufen am 21. Juli 2019
5. ↑  New Permanent Representative of Brazil Presents Credentials United Nations abgerufen am 29. Juni 2009
6. ↑  Security Council Press Statement on Democratic Republic of Congo United Nations Security Council, abgerufen am 1. Februar 2011
7. ↑  'Maria Luiza Viotti é a nova embaixadora do Brasil na Alemanha' Valor, abgerufen am 27. August 2013
8. ↑  Secretary-General Announces Intention to Appoint Maria Luiza Ribeiro Viotti of Brazil Chef de Cabinet, Presseerklärung des UN-Sekretariats vom 3. Januar 2017
9. ↑  Secretary-General Appoints Courtenay Rattray of Jamaica as Chef de Cabinet – UN Press. In: un.org. press.un.org, 17. Dezember 2021, abgerufen am 28. September 2022 (englisch).
10. ↑   https://www.un.org/press/en/2007/bio3894.doc.htm abgerufen am 21. Juli 2019
11. ↑  Senado Federal: Mensagem nº 99, de 2012, abgerufen am 9. Januar 2021.

| Personendaten    | Personendaten               |
| ---------------- | --------------------------- |
| NAME             | Viotti, Maria Luiza Ribeiro |
| ALTERNATIVNAMEN  | Viotti, Maria Luiza         |
| KURZBESCHREIBUNG | brasilianische Diplomatin   |
| GEBURTSDATUM     | 27. März 1954               |
| GEBURTSORT       | Belo Horizonte              |